# Vem var den skyldige?
Vem var den skyldige? (engelska: The Murder on the Links), är en detektivroman av Agatha Christie, första gången publicerad i USA av Dodd, Mead & Co i mars 1923 och i Storbritannien av The Bodley Head i maj samma år. Det är den andra romanen med Hercule Poirot och Arthur Hastings.
Handlingen tilldrar sig i norra Frankrike, vilket ger Poirot en fientlig medtävlare i Paris Sûreté. Poirots goda minne gällande dåtiden eller liknande brott visar sig vara värdefullt när det kommer till att lösa brottet. Boken är noterbar för en sidohandling i vilken Hastings blir förälskad, en händelse "starkt önskad från Agathas sida... skicka iväg Hastings till äktenskaplig lycka i Argentina."
Recensionerna jämförde Christie fördelaktigt med Arthur Conan Doyle i dennes Sherlock Holmes-mysterier. Vad gällde Poirot, då fortfarande en ny karaktär, sade en recensent att han var "en trevlig kontrast till de flesta av hans kusliga medtävlare; och man anar även en stänk av satir i honom."
Boken kom ut på svenska 1924.

## Handling
Handlingen berättas i jag-form av kapten Hastings, som delar lägenhet med Hercule Poirot i London. Poirot får ett brev från Monsieur Paul Renauld, där det står: "För Guds skull, kom!". Poirot och Hastings åker därför direkt till Renaulds hem, Villa Genevieve, i Merlinville-sur-Mer på Frankrikes norra kust. 
Vid villans grind möts de av polisen som berättar att Renauld har mördats, med ett knivhugg i ryggen, tidigt samma morgon och lämnad i en nygrävd grav intill en lokal golfbana. Hans fru, Eloise Renauld, hävdar att maskerade män bröt sig in i villan vid 02-tiden, band fast henne och tog med sig hennes man. Efter att ha inspekterat kroppen kollapsar Eloise av sorg över att se sin döda make. Monsieur Giraud från Sûreté leder polisutredningen och ogillar Poirots inblandning.
Poirot noterar fyra viktiga fakta om fallet: en bit blyrör hittas nära kroppen; endast tre kvinnliga tjänare var i villan eftersom både Renaulds son Jack och hans chaufför hade skickats iväg; en okänd person kom på besök dagen innan; Renaulds närmaste granne, Madame Daubreuil, hade satt in 200 000 franc på sitt bankkonto de senaste veckorna.
När Renaulds sekreterare, Gabriel Stonor, återvänder från England föreslår han utpressning, eftersom hans arbetsgivares förflutna är ett fullständigt mysterium före hans karriär i Sydamerika. Samtidigt möter Hastings oväntat en ung kvinna som han hade träffat på tåget, endast känd som "Askungen". Hon ber att få se brottsplatsen och försvinner sedan med mordvapnet.
Poirot upptäcker att fallet är nästan identiskt med ett från 22 år sedan, där en man som hette Georges Conneau och hans älskarinna, Madame Beroldy, konspirerade för att döda Madame Beroldys man. Poirot reser till Paris för att upptäcka mer om Conneau-mordet. När han återvänder får Poirot veta att kroppen av en luffare har hittats, knivhuggen genom hjärtat med mordvapnet. En undersökning visar att han dog före Renaulds mord av ett epileptiskt anfall och knivhöggs senare.
Giraud arresterar Jack på grund av att han ville ha sin fars pengar. Poirot avslöjar att Renauld ändrade sitt testamente två veckor före mordet och gjorde Jack arvlös. Jack släpps ur fängelset efter att Bella Duveen, en engelsk scenartist han älskar, erkänner mordet. Båda hade stött på kroppen på mordkvällen, och var och en antog att den andra hade dödat Renauld. Poirot avslöjar att ingen av dem gjorde det, eftersom den verkliga mördaren var Marthe Daubreuil.
Poirot utvecklar sin teori: Paul Renauld var verkligen Georges Conneau, som återvände till Frankrike efter att ha flytt för flera år sedan. Av olycka fann han att hans närmaste granne skulle vara Mme Beroldy; liksom han ändrade hon sin identitet för att bli Mme Daubreuil. Utpressad av henne över sitt förflutna förvärras Renaulds situation när Jack blir attraherad av hennes dotter. När en luffare dog på hans grunder såg han en möjlighet att iscensätta sin egen död och fly Mme Daubreuil. Han skulle vanställa luffarens ansikte med röret och sedan begrava luffaren och röret bredvid golfbanan innan han flydde från området med tåg. Den som skulle inse att kroppen inte var hans skulle skickas iväg. Planen upptäcktes dock av Marthe, som följde Renauld och knivhögg honom efter att han grävt graven för luffarens kropp. Hennes motiv är pengar; Jack kommer att ärva sin fars förmögenhet vid sin mors död. För att avslöja Marthe som mördaren bad Poirot Eloise att öppet säga att hon kommer att göra Jack arvlös. Marthe försöker döda Eloise i sin villa men dör i en kamp med Hastings Askungen.
Marthes mamma försvinner igen. Jack och hans mamma planerar att åka till Sydamerika, tillsammans med Hastings och hans Askungen, som avslöjas som Bella Duveens tvillingsyster Dulcie.

## Personer
- Hercule Poirot - Den berömda belgiska detektiven som kallades in av mannen som skulle mördas.
- Kapten Arthur Hastings - Poirots assistent i fallet, som åtföljer honom på hans begäran och berättaren av historien.
- Monsieur Giraud - Detektiv i Paris Sûreté och utredaren. Anser att Poirot är hans rival och ogillar hans inblandning i utredningen.
- Monsieur Hautet - Undersökningsdomare och Girauds assistent. Mer respektfull för Poirots rykte, och därmed mer hjälpsam för den belgiska detektiven.
- Paul Renauld/Georges Conneau - Offret för fallet. Begärde Poirots hjälp för en okänd fråga, före mordet. Inblandad i Beroldy-mordet för 22 år sedan, där han var mördaren, men undkom rättvisan när han fångades.
- Eloise Renauld - Renaulds fru, som han träffade i Sydamerika. Hjälpte sin man att fejka sin kidnappning natten till hans död; först misstänkt för mordet av Poirot, tills Eloise ser sin mans kropp.
- Jack Renauld - Renaulds son, född i Sydamerika, och uppvuxen både där och i Frankrike. Felaktigt misstänkt för mord av Giraud, på grund av ett argument mellan honom och hans far. Tidigare kär i Marthe, nu kär i Bella.
- Madame Daubreuil/Madame Jeanne Beroldy - Renaulds granne och utpressare. Inblandad i att planera mordet på sin man för 22 år sedan, men undkom rättvisan när hon avslöjades.
- Marthe Daubreuil - Madame Daubreuils dotter, som vill gifta sig med Jack, omedveten om att han är kär i en annan kvinna. Hon är mördaren i fallet.
- Gabriel Stonor - Renaulds sekreterare. Frånvarande vid tiden för mordet och har ingen kännedom om sin arbetsgivares förflutna.
- Bella Duveen - En scenartist, som Jack är kär i, tvilling av Dulcie Duveen.
- Dulcie Duveen - En scenartist och Bellas tvillingsyster, som arbetar under sitt artistnamn "Askungen". Hon är Hastings kärleksintresse under romanen.
- Lucien Bex - Poliskommissarie för Merlinville.
- Monsieur Marchaud - Polissergeant i Merlinvilles polis.
- Dr Durand - Lokal läkare och poliskirurg i Merlinville.
- Françoise Arrichet - En äldre tjänare i Renaulds hushåll, en av tre tjänare som var närvarande i Renaulds hus under brottet.
- Léonie Oulard - En ung piga i Renaulds hushåll, en av tre tjänare närvarande i Renaulds hus under brottet.
- Denise Oulard - En piga i Renaulds hushåll och Léonies syster, och en av tre tjänare som var närvarande i Renaulds hus under brottet.
- Auguste - Renauldernas trädgårdsmästare. Frånvarande från huset på mordkvällen.
- Joseph Aarons - En brittisk teateragent.

## Litterär betydelse och mottagande
The Times Literary Supplement recenserade romanen den 7 juni 1923. Recensionen jämförde Poirots slutledningsförmåga med Sherlock Holmes och fastslog nöjsamt att boken "försåg läsaren med ett rafflande mysterium av sällan skådad sort".
The New York Times Book Review av den 25 mars 1923 skrev: "Här är en anmärkningsvärt bra detektivhistoria som varmt kan rekommenderas till dem som gillar den typen av fiktion." Efter att ha beskrivit historiens upplägg fortsatte recensionen: "Handlingen har märkliga komplikationer och läsaren måste verkligen vara mycket skarpsinnig om han gissar vem brottslingen är tills den sista komplexiteten har upplösts. Författaren är särskilt genial i konstruktionen och upplösningen av mysteriet, som utvecklar nya intressen och nya förvecklingar vid varje tur. Hon förtjänar också beröm för den omsorg med vilken berättelsen är utarbetad och det goda hantverk med vilket den är skriven. Även om det inte finns mycket försök att skildra karaktär, förutom i fallet med M. Poirot, skildras flera av personligheterna med snabbt gjorda uttrycksfulla och distinkta linjer."
Den okände recensenten i The Observer av den 10 juni 1923 sa: "När Conan Doyle populariserade Sherlock Holmes i Strand på 1890-talet tände han ett sådant ljus som förläggarna aldrig ville blåsa ut. Det går inte en vecka utan att de publicerar en 'detektivhistoria' någonstans, och flera av de populära tidskrifterna förlitar sig enbart på den varan. Bland de senare bidragen av denna allt annat än ensliga fåra ligger namnet Agatha Christie väl i framkant. Om hon nu inte besitter samma artisteri som gjorde Det spräckliga bandet och Baskervilles hund kända för sin skräck, så har hon den ovanliga gåvan av mekaniska förvecklingar." Recensenten fortsatte med att jämföra romanen med En dos stryknin som hen kallade "ett makalöst verk" men varnade för att "det vore ett misstag att fortsätta med att förvilla läsaren till utmattningens gräns". Recensenten fastslog att "ingen lösning kunde vara mer förvånande" och konstaterade att karaktären Poirot var "en välkommen kontrast till de flesta konkurrenter; och man misstänker även en stänk av ironi i honom."
Robert Barnard: "Superkomplicerad vem-är-den-skyldige som utspelas i de norra delarna av Frankrike. Poirot kastar sina pärlor inför en kader av fnysande franska poliser medan Hastings letar efter en kastanjefärgad kvinnliga akrobat. Underhållande största delen, men lösningen är en av dessa 'lätt gången, lätt förgången' där genialitet har segrat över sunt förnuft".
I en modern tid av litteraturkritik skriver Christieförfattaren Laura Thompson:
Vem var den skyldige? var lika annorlunda som dess föregångare hade varit från Stryknin. Den är väldigt fransk; inte bara i handling men även i tonen, vilken stinker av Gaston Leroux och emellanåt av Racine… Agatha medgav att hon hade skrivit den i ett "högt tempo". Hon hade även baserat boken alltför nära ett riktigt franskt mordfall vilket skänkte historien ett skimmer av oartistisk komplexitet.
[…]
Men Poirot är magnifik i sig själv. Den originalitet som finns i "Vem var den skyldige?" härstammar direkt från hans tankeprocess. Till exempel härleder han brottets modus operandi som en upprepning av ett tidigare mord; vilket bekräftat hans favoritteori att människan är sig liv, även när det gäller mördare: "George Joseph Smith som mördade sina fruar genom att dränka dem. Hade han ändrat metod kunde han ha undkommit. Men han var slav under den mänskliga naturen, trodde att det som hade gått förut skulle fungera igen, och han blev därmed straffad för sin brist på originalitet."
Hon noterar också att den andra romanen om Poirot också är noterbar för en sidohistoria i vilken Hasting blir förälskad, en utveckling "ivrigt önskad från Agathas sida ... ivägskickande Hastings till äktenskaplig lycka i Argentina."

## Dedikation
Christie tillägnade sin tredje bok på följande sätt:
"Till min man. En entusiast för detektivhistorier och som jag står i tacksamhetsskuld till för många hjälpsamma råd och kritik".
Christie syftar här på sin förste make, Archibald Christie (1890–1962) som hon skilde sig från 1928.

## Bearbetningar

### Teater
Vem var den skyldige? anpassades för scenen av den amerikanske dramatikern Steven Dietz 2021. Framförd av en ensemble på sex personer, med Poirot och Hastings spelade av antingen manliga eller kvinnliga skådespelare, är denna serio-komiska anpassning planerad att ha premiär i San Diego (North Coast Repertory Theatre) och på Laguna Playhouse 2023.

### Radio
Vem var den skyldige? presenterades som en timme och trettio minuter lång radioversion i Saturday Night Theatre på BBC Radio 4 den 15 september 1990, 100-årsjubileet av Christies födelse. Den upprepades den 8 juli 1991 och på nytt 2015. John Moffatt spelade huvudrollen som Poirot. Pjäsen spelades in den 21 juni 1989 på Broadcasting House. Den bearbetades av Michael Bakewell och producerades och regisserades av Enyd Williams.

### TV

#### Brittisk version
En adaption av romanen gjordes för serien Agatha Christie's Poirot den 11 februari 1996. Den producerades av Carnival Films och hade David Suchet som Hercule Poirot och Hugh Fraser som Arthur Hastings. Även om mycket av romanens handling behölls, innehöll adaptionen ett antal förändringar, bland annat ändrades miljön till Deauville i Frankrike, där inspelningen ägde rum på plats.

#### Fransk anpassning
Det sjunde avsnittet av den andra säsongen av den franska TV-serien Les Petits Meurtres d'Agatha Christie var en adaption av denna roman. Den sändes 2014.

### Serieroman
Romanen släpptes av HarperCollins som en serieroman den 16 juli 2007, adapterad av François Rivière och illustrerad av Marc Piskic (ISBN 0-00-725057-6).